# Visions of Johanna
"Visions of Johanna" là ca khúc của Bob Dylan nằm trong album năm 1966 của anh, Blonde on Blonde. Dylan thu âm ca khúc này lần đầu tiên ở New York vào tháng 11 năm 1965 dưới tên "Freeze Out", tuy nhiên anh nhanh chóng thất vọng với những gì có được. Khi việc thu âm Blonde on Blonde được rời tới Nashville vào tháng 2 năm 1966, Dylan một lần nữa chơi lại ca khúc này và quyết định phát hành nó. Có 2 dị bản khác cũng từng được anh chính thức phát hành: một bản nháp trong phòng thu vào tháng 11 năm 1965 và một bản trong tour diễn vòng quanh thế giới năm 1966.
Rất nhiều đánh giá cho rằng "Visions of Johanna" là ca khúc thể hiện xuất sắc nhất khả năng viết nhạc của Dylan khi mang đầy tính biểu tượng và ảo giác trong ca từ. Tạp chí Rolling Stone cũng đã lựa chọn ca khúc này vào danh sách "500 bài hát vĩ đại nhất" của họ. Năm 1999, nhà thơ nổi tiếng Andrew Motion đánh giá đây là phần lời ca khúc hay nhất từng được viết. Rất nhiều nghệ sĩ đã thể hiện lại ca khúc này, trong đó có cả Grateful Dead, Marianne Faithfull và Robyn Hitchcock.